# Kaplica grobowa rodziny Tyszkiewiczów w Kolbuszowej
Kaplica grobowa rodziny Tyszkiewiczów w Kolbuszowej (również, kaplica cmentarna Najświętszej Maryi Panny Niepokalanie Poczętej, kaplica cmentarna św. Stanisława) – kaplica cmentarna znajdująca się w Kolbuszowej.

## Historia
Kaplicę wybudowano w latach 1890–1892 z inicjatywy Zdzisława Tyszkiewicza na miejscu dawnego kościoła, który przeniesiono na cmentarz parafialny w 1800 roku.
13 lipca 2010 roku obiekt wpisano do rejestru zabytków pod numerem A-425.

## Architektura i wnętrze
Kaplica w stylu eklektycznym. Wybudowana na rzucie prostokąta z węższym prezbiterium zamkniętym trójbocznie oraz przedsionkiem znajdującym się od północnej strony budowli. Nad nawą dach dwuspadowy, opadający nad prezbiterium trzema połaciami, a nad przedsionkiem dach pulpitowy. Świątynia ma prostokątne okna zamknięte łukiem odcinkowym.
Wewnątrz kaplicy do lutego 2012 roku znajdował się obraz Matki Bożej Niepokalanie Poczętej, który jest kopią dzieła Bartolomé Estebana Murilla namalowaną przez Franciszka Smuglewicza. W 2013 roku obraz umieszczono w ołtarzu głównym kolegiaty Wszystkich Świętych w Kolbuszowej. W prezbiterium znajduje się barokowa figura św. Stanisława, a na prawej ścianie kaplicy tablice inskrypcyjne pochowanych w niej zmarłych z rodziny Tyszkiewiczów.